# Zbigniew Woźniak (fotograf)
Zbigniew Woźniak (ur. 30 grudnia 1965 w Białymstoku) – polski fotograf, fotoreporter. Członek założyciel Klubu Fotograficznego System5.

## Życiorys
Zbigniew Woźniak związany z białostockim środowiskiem fotograficznym, do końca lat 90. XX wieku mieszkał i pracował w Białymstoku – fotografuje od 1978 roku. W latach 1982–1988 aktywnie uczestniczył w działalności Klubu Fotograficznego System5, którego był pomysłodawcą i współtwórcą. W latach 1984–1990 był fotoreporterem współpracującym z lokalnymi czasopismami – od 1991 do 1999 roku pracował jako fotoreporter w Kurierze Podlaskim. Od 1999 roku był operatorem telewizyjnym w TVP3 Białystok. W 2000 roku rozpoczął pracę w Gazecie Olsztyńskiej (jako kierownik i fotoreporter działu fotograficznego). Jego zdjęcia były publikowane w wielu innych czasopismach, również ogólnopolskich (m.in. Agora, Burda, Dziennik Bałtycki, Polityka, Wprost).  
Zbigniew Woźniak jest autorem i współautorem wielu wystaw fotograficznych; indywidualnych, zbiorowych, poplenerowych, pokonkursowych. Szczególne miejsce w jego twórczości zajmuje fotografia ludzi w aspekcie reporterskim, dokumentalnym oraz socjologicznym. W dniu 15 stycznia 2007 roku został przyjęty w poczet członków Fotoklubu Rzeczypospolitej Polskiej Stowarzyszenia Twórców. Decyzją Komisji Kwalifikacji Zawodowych Fotoklubu RP, otrzymał dyplom potwierdzający kwalifikacje do wykonywania zawodu artysty fotografa, fotografika (legitymacja nr 220). W działalności Fotoklubu RP uczestniczył do 2021. 

## Wybrane wystawy
- Dziecka Teatr Własny (Białystok 1984)
- Przemijanie (Białystok 1985)
- Śląskie dzieci (Białystok 1986)
- Czas i obraz północno-wschodniej Polski (Białystok 1987)
- Obraz ze ściany wschodniej (Eidhoven 1994)
- Obraz ze ściany wschodniej (Gummersbach 1994)
- Obraz ze ściany wschodniej (Białystok 1995)
- Małe Ojczyzny (Olsztyn 2008)

Źródło